# Liste der israelischen Botschafter in Argentinien
Die Liste der israelischen Botschafter in Argentinien bietet einen Überblick über die Leiter der israelischen diplomatischen Vertretung in Argentinien seit der Gründung Israels im Jahr 1948 bis heute.
| Amtszeit  | Name               | Anmerkung          |
| --------- | ------------------ | ------------------ |
| 1949–1953 | Jacob Tsur         | Gesandter          |
| 1953–1958 | Arieh Leon Kubhovy | bis 1955 Gesandter |
| 1958–1960 | Arieh Levavi       |                    |
| 1960–1965 | Yosef Avidar       |                    |
| 1965–1969 | Mosche Alon        |                    |
| 1969–1974 | Eliezer Doron      |                    |
| 1974–1979 | Ram Nirgad         |                    |
| 1980–1985 | Dov Schmorak       |                    |
| 1985–1989 | Ephraim Tari       |                    |
| 1989–1993 | Jitzhak Schefi     |                    |
| 1993–2000 | Jitzhak Aviran     |                    |
| 2000–2004 | Benjamin Oron      |                    |
| 2004–2008 | Rafael Eldad       |                    |
| 2008–2012 | Daniel Gazit       |                    |
| 2012–2016 | Dorit Shavit       |                    |
| 2016–     | Ilan Sztulman      |                    |